# In and Out of Control
Albums de The Raveonettes
Wishing You a Rave Christmas
(2008) Raven In The Grave
(2011)
Singles
1. Bang!
Sortie : 19 octobre 2009[1]
2. Last Dance
Sortie : 19 octobre 2009[2]
3. Heart of Stone
Sortie : 6 avril 2010[3]

In and Out of Control est le quatrième album du groupe danois The Raveonettes sorti le 6 octobre 2009. Les critiques envers cet album sont généralement positives.

## Liste des morceaux
| No  | Titre                                   | Durée |
| --- | --------------------------------------- | ----- |
| 1.  | Bang!                                   | 2:54  |
| 2.  | Gone Forever                            | 3:36  |
| 3.  | Last Dance                              | 3:47  |
| 4.  | Boys Who Rape (Should All Be Destroyed) | 3:04  |
| 5.  | Heart of Stone                          | 3:55  |
| 6.  | Oh, I Buried You Today                  | 1:22  |
| 7.  | Suicide                                 | 3:13  |
| 8.  | D.R.U.G.S                               | 4:30  |
| 9.  | Breaking into Cars                      | 3:08  |
| 10. | Break Up Girls!                         | 4:00  |
| 11. | Wine                                    | 3:41  |

| 12. | Echoes                   | 3:27  |
| 13. | Chelsea Sessions (video) | 16:13 |

| 1. | The Chosen One  | 3:20 |
| 2. | Planes Do Crash | 2:31 |